# Hideaki Itō
Hideaki Itō (伊藤 英明, Itō Hideaki, nacido el 3 de agosto de 1975 en Gifu, Japón) es un actor japonés ampliamente reconocido por sus papeles protagónicos en series de televisión y películas. Alcanzó fama nacional gracias a la exitosa saga cinematográfica Umizaru, en la que interpretó al buceador de la Guardia Costera japonesa Daisuke Senzaki. También ha tenido papeles destacados en películas dirigidas por Takashi Miike, como Sukiyaki Western Djangoy el thriller psicológico Lesson of the Evil.

## Biografía
Itō nació en Sasebo, prefectura de Nagasaki, y se crio en Gifu, prefectura de Gifu. Su familia estaba compuesta por cuatro personas: su padre, exmiembro de las Fuerzas de Autodefensa de Japón que posteriormente trabajó en logística; su madre, antigua guía turística; y una hermana menor.
Durante su infancia, Itō fue diagnosticado con pielonefritis aguda, lo que lo obligó a pasar largos periodos hospitalizado. Debido a su enfermedad crónica, solo pudo asistir a clases de primaria de manera intermitente y tuvo dificultades para integrarse socialmente. Su dieta era baja en sal y sus comidas se diluían con agua caliente debido a las restricciones médicas. Una experiencia especialmente impactante para él fue la muerte de un compañero de habitación en el hospital.
En el último año de primaria se sometió a una amigdalectomía, tras la cual su salud mejoró notablemente. Eventualmente devolvió su certificado de discapacidad. Estas vivencias marcaron profundamente su perspectiva de vida, reforzando su deseo de vivir con intensidad, asumir retos y evitar los arrepentimientos. Ha expresado que prefiere lamentar haber intentado algo que no haberlo intentado en absoluto.
En octubre de 2014 contrajo matrimonio con una mujer ocho años menor que él, ex empleada de una empresa. La describió públicamente como una persona amable, reflexiva y digna de respeto. Celebraron dos ceremonias: una tradicional en Gifu con la familia cercana, y otra en la isla de Mallorca, en España, en cumplimiento del deseo de su esposa de llevar un vestido de novia occidental.
La pareja tiene dos hijos: un niño nacido en 2015 y una niña nacida en 2019. Itō ha comentado que la paternidad transformó profundamente su estilo de vida y prioridades, ayudándolo a reconectar con una versión más auténtica de sí mismo. También mencionó que uno de los motivos para considerar mudarse al extranjero fue poder pasar más tiempo con sus hijos.
Es conocido por su fuerte vínculo con su ciudad natal y participa con frecuencia en eventos comunitarios y actividades benéficas en Gifu. Además, ha obtenido licencias como pirotécnico certificado y como propietario de caballos de carreras en Japón. En 2024 fue nombrado rostro de una campaña de promoción regional para la prefectura de Gifu.

## Carrera
Itō comenzó su carrera en el mundo del entretenimiento en 1993, cuando obtuvo el segundo lugar en el concurso Junon Superboy Contest, organizado por una revista juvenil japonesa. En 1994 se trasladó a Tokio y debutó en una campaña publicitaria para el whisky Suntory Old, junto a la actriz Yuko Tanaka. Sin embargo, su experiencia inicial fue complicada: su agencia controlaba estrictamente su apariencia y acento, lo que entraba en conflicto con su deseo de mantenerse auténtico. En 1995 decidió abandonar la agencia y se retiró temporalmente del mundo del espectáculo.
Durante los siguientes dos años trabajó en empleos físicos como la construcción y demolición, rechazando trabajos nocturnos a pesar de su mayor remuneración, ya que no quería convertirse en una versión impuesta de sí mismo. En 1997 fue descubierto por representantes de la agencia A-Team, lo que marcó su regreso a la actuación con un papel en la serie televisiva Dessan, emitida por Nippon TV.
Su primer reconocimiento llegó en 1999 con la película Himitsu, donde, a pesar de tener un papel secundario, su presencia dejó una fuerte impresión. En 2000 obtuvo su primer papel protagónico en la serie de ciencia ficción Yasha, en la que interpretó un rol dual. Ese mismo año protagonizó el largometraje Blister!, por el cual recibió el premio al Mejor Actor Revelación en el Festival de Cine de Takasaki.
En 2004 protagonizó la película de acción Umizaru, interpretando a un buceador de la Guardia Costera de Japón. La cinta fue un gran éxito comercial y dio lugar a varias secuelas: Limit of Love: Umizaru, The Last Message: Umizaru y Brave Hearts: Umizaru, todas ellas líderes en la taquilla japonesa en sus respectivos años de estreno. Su papel en el drama televisivo Bengoshi no Kuzu le valió el premio al Mejor Actor de Reparto en los Television Drama Academy Awards.
Durante los años 2000 y 2010, Itō diversificó su carrera con papeles más complejos. En 2007 actuó en Sukiyaki Western Django, dirigida por Takashi Miike y presentada en el Festival de Cine de Venecia. En 2012 interpretó a un maestro psicópata en Lesson of the Evil, marcando su primer papel como antagonista. En 2014 protagonizó Wood Job!, donde encarnó a un trabajador forestal, papel que le valió el premio al Mejor Actor de Reparto en los Mainichi Film Awards y una nominación en los Japan Academy Prize.
En los años 2020 regresó a la televisión como protagonista del drama Byōshitsu de Nenbutsu o Tonaenaide Kudasai, marcando su retorno a los dramas de viernes por la noche tras más de una década. Ese mismo año participó en la franquicia Kamen Rider, interpretando al personaje Eden en la película Kamen Rider Zero-One the Movie: Real×Time. En 2022, después de 25 años con la agencia A-Team, se unió a Granpapa Production. Dos años más tarde, en 2024, fundó su propia agencia, ID4 Management, y pasó a gestionar su carrera de forma independiente.
Durante el rodaje de la serie internacional Tokyo Vice, Itō desarrolló una amistad cercana con el actor estadounidense Ansel Elgort, a quien introdujo en la cultura japonesa, llevándolo incluso a una sauna tradicional y a su casa familiar en Gifu. Ha expresado su admiración por el director Michael Mann y su deseo de participar en un proyecto internacional bajo su dirección.

## Filmografía[16]

### Cine
- KISS ME (1996)
- Deborah ga Rival (1997)
- Himitsu (1999) – Haruki Soma
- Pyrokinesis (2000) – Kazuki Tada
- Blister! (2000) – Yuji
- Love Song (2001) – Matsuoka
- The Princess Blade (2001) – Takashi
- Onmyoji (2001) – Minamoto no Hiromasa
- Onmyoji 2 (2003) – Minamoto no Hiromasa
- When the Last Sword Is Drawn (2003) – Tokugawa Yoshinobu
- Umizaru (2004) – Daisuke Senzaki
- Kono Mune Ippai no Ai o (2005) – Hiroshi Suzutani
- Limit of Love: Umizaru (2006) – Daisuke Senzaki
- Sukiyaki Western Django (2007) – Gunslinger
- 252: Seizonsha Ari (2008) – Yuji Shinohara
- Kamui Gaiden (2009) – Fudo
- The Last Message: Umizaru (2010) – Daisuke Senzaki
- Andalusia: Revenge of the Goddess (2011) – Makoto Kotari
- Brave Hearts: Umizaru (2012) – Daisuke Senzaki
- Lesson of the Evil (2012) – Seiji Hasumi
- Wood Job! (2014) – Yoki Iida
- Kuinme (2014) – Jun Suzuki
- God Tongue: Kiss Patience Championship (2014) – Dr. Ito (cameo)
- Terra Formars (2016) – Koichi Komachi
- March Comes in like a Lion (2017) – Masamune Gotō
- Memoirs of a Murderer (2017) – Takashi Makimura
- Kamen Rider Zero-One the Movie: Real×Time (2020) – Es / Kamen Rider Eden
- The Doorman (2020) – Leo
- Baragaki: Unbroken Samurai (2021) – Serizawa Kamo
- Kappei (2022) – Kappei
- The Legend & Butterfly (2023) – Sadachika Fukutomi
- Knuckle Girl (2023) – Haruki Nikaido
- Previously Saved Version (2024) – Naoki
- #I Will Tell the Truth (2025) – Peluquero (estreno previsto)

### Televisión
- Dessan (1997) – papel no especificado
- Bayside Shakedown (1997) – Seiji Aihara
- Ai, Tokidoki Uso (1998) – Chisato Nakajima
- Boy Hunt (1998) – papel no especificado
- Over Time (1999) – Yūki Kobayashi
- Chiisana Chiisana Anata wo Unde (1999) – papel no especificado
- OUT – Tsuma-tachi no Hanzai (1999) – Kazuo Miyamori
- Yamada Ikka no Shinbō (1999) – Wataru Watanabe
- Yasha (2000) – Arisue Sei / Amamiya Rin
- Big Daisakusen (2000) – papel no especificado
- Ai wo Kudasai (2000) – Chūya Tsukimitsu
- Joshi Ana (2001) – Kōji Hotta
- Kyūmei Byōtō 24-ji 2nd Season (2001) – Junpei Yabe
- Shitto no Kaori (2001) – Naoki Tanizaki
- Koi wo Nannen Yasundemasu ka (2001) – Hiroshi Sawamura
- Baka 3 Kyōdai (2001) – Mitsuru Yasuda
- Kyūmei Byōtō 24-ji New Year Special (2002) – Junpei Yabe
- Tenchijin: Toshiie to Matsu (2002) – Maeda Toshinaga
- Tentai Kansoku (2002) – Kyōichi Sayama
- Akahige (2002) – Noboru Yasumoto
- Koi wo Nannen Yasundemasu ka Special (2002) – Hiroshi Sawamura
- My Magical Witch (2003) – Michio Machida / Mittan
- The Great White Tower (2003) – Hiroshi Yanagihara
- Live Broadcast Won’t Stop! (2003) – Kogoro Saruwatari
- Love and Capitalism (2003) – Ryō
- A Hot Dream Day ~ The Truth Behind Japan-Korea World Cup (2004) – Kazuhiko Takase
- Kunitori Monogatari (2005) – Oda Nobunaga
- Umizaru Evolution (2005) – Daisuke Senzaki
- Kawai Tsuginosuke: The Blue Dragon That Ran (2005) – Hayato Inaba
- Kyūmei Byōtō 24-ji Special (2005) – Junpei Yabe
- Bengoshi no Kuzu (2006) – Masami Takeda
- Akechi Mitsuhide: The Man Not Loved by God (2007) – Hidemasa Hori
- The Lonely Gamble (2007) – Teijiro Chigusa
- First Kiss (2007) – Kazuki Kanō
- Wachigaiya Itosato (2007) – Toshizo Hijikata
- Yo nimo Kimyō na Monogatari: A Better Person (2008) – Takashi Hagiwara
- 252: Seizonsha Ari episode.ZERO (2008) – cameo
- Keikan no Chi (2009) – Kazuya Anjō
- Buzzer Beat (2009) – Tomoya Kawasaki
- Koukousei Restaurant (2011) – Hiroshi Kishino
- Last Money: Ai no Nedan (2011) – Sakuataro Mukōjima
- Byakkotai: Yaburezarumono-tachi (2013) – Katamori Matsudaira
- Most Distant Galaxy (2013) – Haruyuki Kiryū
- Doubles: Futari no Keiji (2013) – Shunsuke Yamashita
- Kindaichi Kōsuke vs Akechi Kogorō (2013) – Kogorō Akechi
- Dokushin Kizoku (2013) – Susumu Hoshino
- Kindaichi Kōsuke vs Akechi Kogorō Futatabi (2014) – Kogorō Akechi
- Hirugao (2014) – hombre en cita online (cameo)
- Sinning Lies (2014) – Takuya Kasahara
- Liquid (2015) – Shūichi Sagara
- The Emperor's Cook (2015) – Yukichi Tanabe
- Mutsu: Eyes That See (2015) – Yōji Shirakami
- My Dangerous Wife (2016) – Kōhei Mochizuki
- Awaiting Kirin (2020) – Saitō Yoshitatsu
- Byōshitsu de Nenbutsu o Tonaenaide Kudasai (2020) – Teruyuki Matsumoto
- Kamen Rider Zero-One (2020) – “Es” (aparición especial)
- Age of Samurai: Battle for Japan (2021) – Date Masamune
- Tokkai (2021) – Akira Shibasaki
- The School Where Students Can Restart Life (2021) – Kenya Harada
- Josei Keizoku (2021) – Yoshizaburō Uemura
- Tsuda Umeko (2022) – Sen Tsuda
- Tokyo Vice (2022) – Jin Miyamoto
- First Love’s Demon (2022) – Naruhito Yukimatsu
- Galápagos (2023) – Masaru Torii
- Grace no Rireki (2023) – Toshihiko Fujiki
- Blue Moment (2024) – Motoki Niijima
- Hananoren (2025) – Kichizaburō Kawashima

## Premios y reconocimientos
- 2001 – Premio Elan d'or al Nuevo Talento del Año
- 2015 – Mainichi Film Awards: Mejor Actor de Reparto por la película Wood Job!
- 2015 – Nominación al Premio de la Academia de Cine de Japón (Japan Academy Prize) como Mejor Actor de Reparto por Wood Job!

## Otros medios

### Doblaje
- Suits – Temporada 3, episodio 11 (2014): voz de Michael Phelps (doblaje japonés)

### Documentales
- Earth Great Journey Special: Hideaki Ito Walks the Inca Trail (2006, CBC)
- Canon Special: Planet Blue (2006, TBS)
- The Power of Travel: Argentina (2013, NHK BS Premium)
- Grace of Japan: 100 Vistas de Santuarios (2013–2015, BS Japan) – Narrador
- Hideaki Ito Dives into the Sea of Miracles! (2013, NHK BS Premium)
- La gran travesía del Amazonas (6,400 km) (2014, BS-TBS)
- Hideaki Ito y las ballenas jorobadas: un viaje milagroso (2015, CBC/TBS)
- Siberia: El gran norte (2015, BS-TBS)
- Viaje a la Tierra Milagrosa: Hawái desconocido (BS Asahi) – Narrador

### Videos musicales
- Namida Surprise! – AKB48 (2009)

### Programas de variedades
- Nep League – Fuji TV
- Umizaru Cast en Gifu – Tokai TV / BS Fuji (2010)
- Sekaiō! – NHK (2013), presentador
- Udo-chan no Tabi-shite Gomen – Nagoya TV (2024)
- Gifu Hideaki – Gifu Broadcasting (2023)

## Comerciales
- Marui – “Visarno”
- Shogakukan – Umizaru (2004)
- Warner Entertainment Japan (2008)
- Coca-Cola Japón
  - “Marocha” (2002)
  - “Sokenbicha” (2003)
  - “Coca-Cola ZERO” (2012)
- NTT DoCoMo Kansai – “FOMA”
- Kao – “Success” (2004–2011)
- House Foods – “Tomato Hayashi Rice Sauce” (2004)
- Asahi Beer – “Dry Cooler” (2004)
- Geneon Entertainment (2006)
- Goodwill (2006–2007)
- Curtis (2006)
- Able (2005–2007)
- Nissin Foods – “Sopa Harusame de Verduras” (2007)
- Daihatsu – Tanto Custom (2007–2008)
- Kirin Beer
  - “Strong Seven” (2008–2009)
  - “Tanrei Gokujo Nama”
- DyDo – “Blend Coffee: campaña 35×35” (2010–2011)
- Reebok Japan – “ZIGTECH” (2012)
- GREE (2013)
- Rohto Pharmaceutical – “Deo” (2013–2018) – como Kenshiro
- Maken Densetsu (2020, 4399) – personaje del juego
- Ogaki Kyoritsu Bank (2024)
- Dragon Ball Super Card Game Fusion World – campañas de Vegito y Gogeta (2025)

## Videojuegos
- Kamen Rider Battle: Ganbarizing (2021, Arcade) – como Kamen Rider Eden
- Kamen Rider Battle: Ganba Legends (2023, Arcade) – como Kamen Rider Eden

### Ensayos
- ID4. Koshinsha, julio de 2001. ISBN 978-4-87761-071-5
- HIDEAKIZM. Gakken, septiembre de 2001. ISBN 978-4-05-401486-2

### Fotolibros
- MOROCCO. Fotografía de Ken Hanzawa. Kodansha, 1 de agosto de 2002. ISBN 978-4-06-330171-7
- MOROCCO (Edición Deluxe). Fotografía de Ken Hanzawa. Kodansha, 15 de agosto de 2002. ISBN 978-4-06-330175-5